# Maria Bohigas Sales
Maria Bohigas Sales (París, 1969) és una traductora i editora franco-catalana, filla del físic Oriol Bohigas i Martí i de la historiadora Núria Sales i Folch, i néta de l'erudit Pere Bohigas i Balaguer i de l'editor Joan Sales i Vallès. Des del 2005 dirigeix el Club Editor, l'editorial que va crear el seu avi el 1959.
Des de París va traduir al català Els miserables de Victor Hugo, Il·lusions perdudes i El vell Goriot de Balzac, El foc follet de Drieu La Rochelle, Les partícules elementals de Michel Houellebecq o Moderato cantabile de Marguerite Duras. També va traduir La caiguda d'Albert Camus, però no en reconeix com a propi el text imprès per Empúries de tant que hi va intervenir un corrector sense saber-ho ella. Des de Santiago de Xile va traduir al francès Incerta glòria (Gloire incertaine) de Joan Sales a quatre mans amb Bernard Lesfargues: la primera part de la novel·la feta d'ell, la segona i tercera, així com El vent de la nit, fetes d'ella. També des de Xile va traduir Els vençuts (Les Vaincus) de Xavier Benguerel.
Bohigas va viure a París i a Santiago de Xile fins al 2008, any en què es va establir a Barcelona per dirigir l'editorial Club Editor, que havia comprat el 2005 al grup Planeta. Entre el 2005 i el 2013 va ocupar-se'n juntament amb l'editor Josep Cots. D'ençà d'aleshores l'editorial torna a tenir la seu a la Muntanya Pelada de Barcelona i s'hi ha incorporat Alejandro Dardik.
L'any 2019 li fou atorgat el Premi Nacional de Cultura.